# Remigius Inchananiyil
Remigius Inchananiyil (ur. 26 lipca 1961 w Vettilappara) – indyjski duchowny syromalabarski, od 2010 biskup Thamarasserry.

## Życiorys
Święcenia kapłańskie przyjął 12 grudnia 1987 i został inkardynowany do eparchii Thamarasserry. Początkowo pracował jako wikariusz parafialny, a następnie pełnił funkcje m.in. sekretarza i kanclerza kurii oraz wikariusza sądowego.
15 stycznia 2010 został mianowany przez Synod Kościoła Syromalarskiego eparchą Thamarasserry. Chirotonii biskupiej udzielił mu 8 kwietnia 2010 abp George Valiamattam.